# Cantón de L'Arbresle
El cantón de L'Arbresle (en francés canton de L'Arbresle) es una circunscripción electoral francesa situada en el departamento de Ródano, de la región de Auvernia-Ródano-Alpes. La cabecera (bureau centralisateur en francés) está en L'Arbresle.

## Historia
Fue creado en 1790, al mismo tiempo que los departamentos. 
Al aplicar el decreto nº 2014-267 del 27 de febrero de 2014 sufrió una redistribución comunal con cambios en los límites territoriales.

## Composición
- L'Arbresle
- Bessenay
- Bibost
- Brullioles
- Brussieu
- Chambost-Longessaigne
- Chevinay
- Courzieu
- Éveux
- Fleurieux-sur-l'Arbresle
- Les Halles
- Haute-Rivoire
- Longessaigne
- Montromant
- Montrottier
- Sain-Bel
- Saint-Clément-les-Places
- Sainte-Foy-l'Argentière
- Saint-Genis-l'Argentière
- Saint-Julien-sur-Bibost
- Saint-Laurent-de-Chamousset
- Saint-Pierre-la-Palud
- Savigny
- Sourcieux-les-Mines
- Souzy
- Villechenève